# Pulham St Mary
Pulham St Mary est une paroisse civile et un village du Norfolk, en Angleterre.